# Dan Spang
Dan Spang (* 16. August 1983 in Winchester, Massachusetts) ist ein ehemaliger italo-amerikanischer Eishockeyspieler, der den Großteil seiner aktiven Karriere zwischen 2002 und 2019 in der American Hockey League (AHL) sowie den europäischen Topligen verbracht hat. Der Verteidiger absolvierte unter anderem 65 Spiele für die Nürnberg Ice Tigers und Hamburg Freezers in der Deutschen Eishockey Liga (DEL). Seinen größten Karriereerfolg feierte Spang jedoch im Trikot von Oulun Kärpät mit dem Gewinn der finnischen Meisterschaft im Jahr 2015.

## Karriere

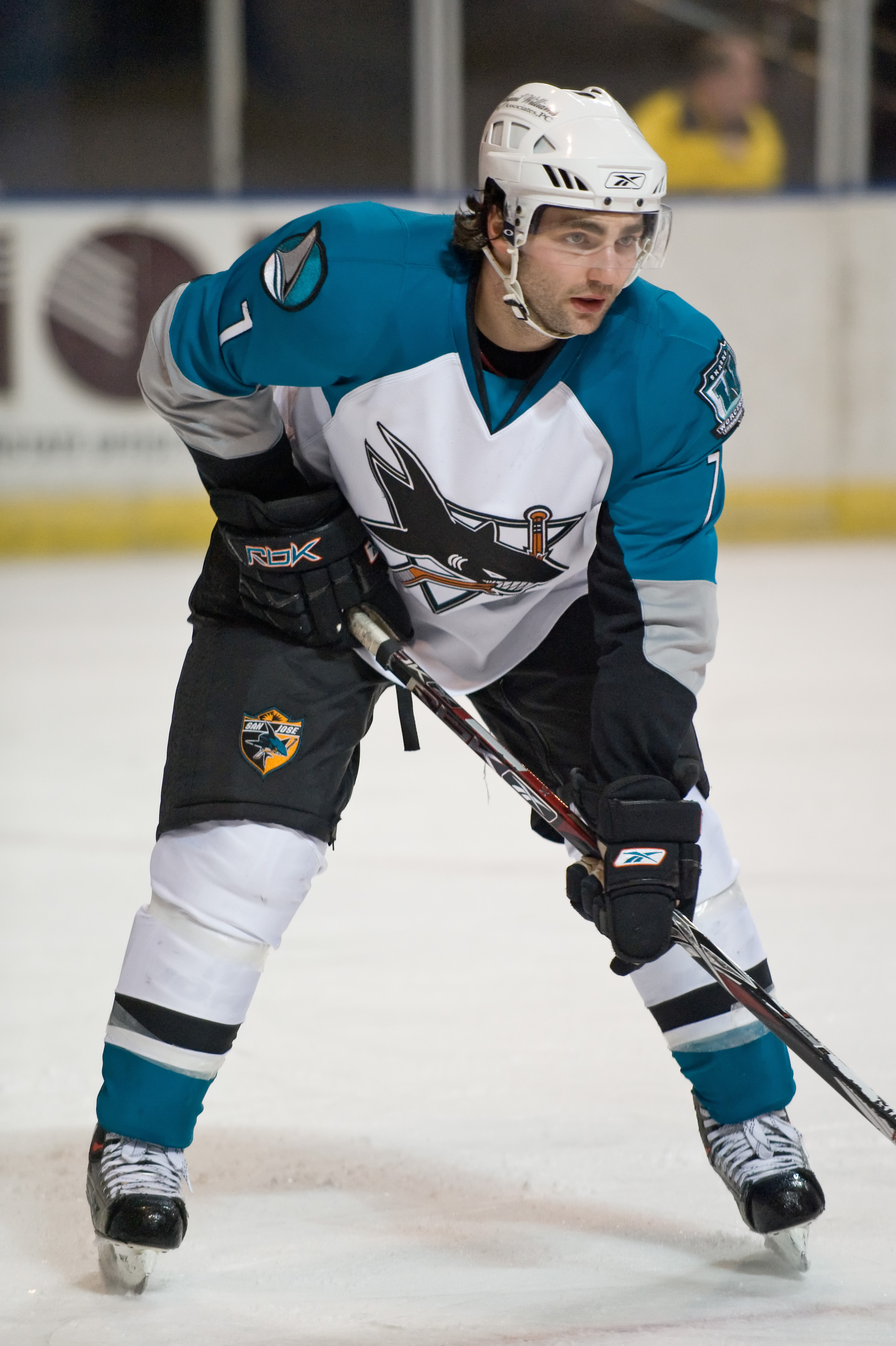
Spang im Trikot der Worcester Sharks (2008)

Spang spielte während seiner High-School-Zeit zwischen 2000 und 2002 für die Mannschaft seiner Schule in Winchester. Aufgrund einer schweren Gehirnerschütterung, die er sich bei einem Autounfall im Oktober 2001 zugezogen hatte, limitierten sich seine Einsätze in seinem letzten Schuljahr auf lediglich sechs Spiele, in denen er aber als Verteidiger 17 Punkte sammelte. Trotzdem wählten die San Jose Sharks den damals 18-jährigen im NHL Entry Draft 2002 in der zweiten Runde an 52. Stelle aus. Zunächst wechselte Spang jedoch ans College und spielte zwischen 2002 und 2006 in der Hockey East der National Collegiate Athletic Association (NCAA) für die Boston University. Dort steigerte er in den vier Spielzeiten von Jahr zu Jahr seine Punktausbeute und wurde nach Abschluss der NCAA-Saison 2005/06 am 4. April 2006 von San Jose unter Vertrag genommen.
Die Sharks schickten den US-Amerikaner vorerst zu den Cleveland Barons in die American Hockey League (AHL), wo er die letzten acht Saisonspiele des damaligen Farmteams San Joses bestritt. Nach dem Umzug der Barons nach Worcester im Sommer 2006 lief Spang ab der Spielzeit 2006/07 für die Worcester Sharks auf. Eine Schulterverletzung und eine weitere Gehirnerschütterung, die dazu führte, dass er die Saison bereits im März beenden musste, waren der Grund, dass Spang nur 48 Partien in seiner ersten kompletten AHL-Spielzeit bestreiten konnte. Zum Beginn der Saison 2007/08 kehrte er ins Aufgebot der Worcester Sharks zurück und verbrachte dort er die gesamte Saison. Da sein Vertrag jedoch am Saisonende auslief, wechselte er als Free Agent in die Organisation der Calgary Flames, wo er für deren Farmteam, die Quad City Flames, in der AHL spielte. Diese transferierten ihn im Februar 2009 von dort aus zum Ligakonkurrenten Syracuse Crunch, wo Spang die Saison beendete.
Am 21. Juli 2009 gaben die Nürnberg Ice Tigers aus der Deutschen Eishockey Liga (DEL) die Verpflichtung des US-Amerikaners bekannt, wobei er erstmals im Ausland einen Vertrag unterzeichnete. Ein Jahr später kehrte er nach Nordamerika zurück und wurde im Oktober 2010 von den Texas Stars verpflichtet. Im Mai 2011 erhielt er einen Kontrakt beim Elitserien-Aufsteiger Växjö Lakers, wurde jedoch einen Monat später von den Dallas Stars aus der National Hockey League (NHL) für die Saison 2011/12 per Zweiwegevertrag verpflichtet.
In der Saison 2012/13 spielte Spang für Hämeenlinnan Pallokerho in der finnischen SM-liiga und den schwedischen Klub HV71 in der Elitserien. Das folgende Jahr verbrachte er bei Saimaan Pallo, bevor er im Sommer 2014 innerhalb der Liga zu Oulun Kärpät wechselte und mit der Mannschaft am Ende der Saison 2014/15 die Meisterschaft gewann. Die Spielzeit 2015/16 war für den Italo-Amerikaner von vielen Vereinswechseln geprägt, so stand er ab August 2015 zunächst einen Monat bei Torpedo Nischni Nowgorod in der Kontinentalen Hockey-Liga (KHL) unter Vertrag, bevor er von Oktober bis Dezember für den HC Kometa Brno in der Extraliga auf dem Eis stand. Im Januar 2016 wurde der Verteidiger von den Hamburg Freezers aus der DEL verpflichtet.
Zwischen 2016 und 2018 spielte Spang für die Nottingham Panthers, mit denen er 2017 den IIHF Continental Cup gewann. Im Juni 2018 wurde Spang von den Löwen Frankfurt aus der DEL2 unter Vertrag genommen. Nach der Saison 2018/19 wurde sein bestehender Vertrag aufgrund einer Verletzung aufgelöst und Spang beendete seine Karriere.

## Erfolge und Auszeichnungen
| - 2006 Hockey East First All-Star Team - 2006 NCAA East First All-American Team - 2006 Lamoriello-Trophy-Gewinn mit der Boston University | - 2015 Finnischer Meister mit Oulun Kärpät - 2017 IIHF-Continental-Cup-Gewinn mit den Nottingham Panthers |

## Karrierestatistik

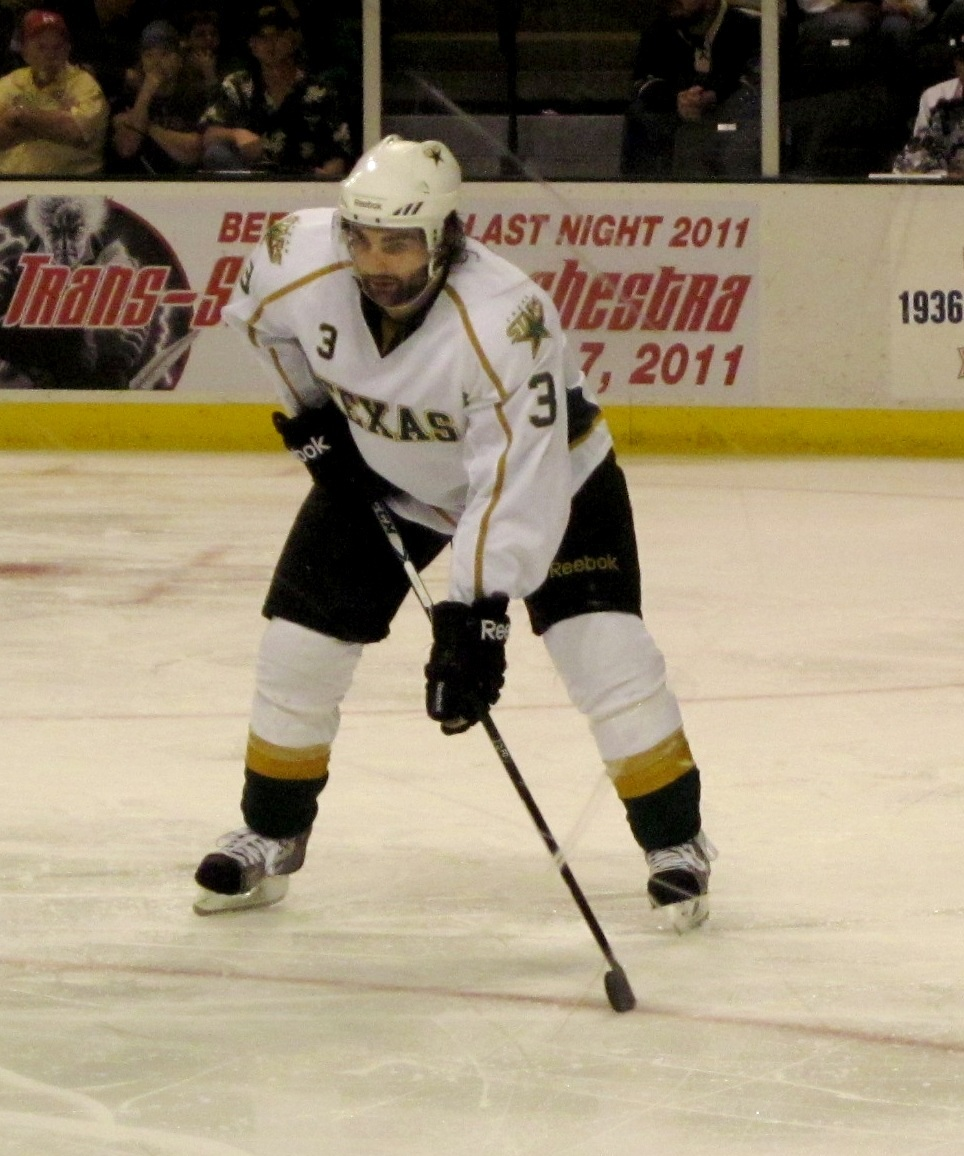
Spang während seiner Zeit bei den Texas Stars

(Legende zur Spielerstatistik: Sp oder GP = absolvierte Spiele; T oder G = erzielte Tore; V oder A = erzielte Assists; Pkt oder Pts = erzielte Scorerpunkte; SM oder PIM = erhaltene Strafminuten; +/− = Plus/Minus-Bilanz; PP = erzielte Überzahltore; SH = erzielte Unterzahltore; GW = erzielte Siegtore; 1 Play-downs/Relegation; Kursiv: Statistik nicht vollständig)